# Elezioni parlamentari a Cipro del 2006
Le elezioni parlamentari a Cipro del 2006 si tennero il 21 maggio per il rinnovo della Camera dei rappresentanti e videro la vittoria del Partito Progressista dei Lavoratori.

## Risultati
| Liste                                    | Voti    | %     | Seggi |
| ---------------------------------------- | ------- | ----- | ----- |
| Partito Progressista dei Lavoratori      | 131 066 | 31,13 | 18    |
| Raggruppamento Democratico               | 127 776 | 30,34 | 18    |
| Partito Democratico                      | 75 458  | 17,92 | 11    |
| Movimento dei Socialdemocratici - EDEK   | 37 533  | 8,91  | 5     |
| Partito Europeo                          | 24 196  | 5,75  | 3     |
| Movimento degli Ecologisti Ambientalisti | 8 193   | 1,95  | 1     |
| Democratici Uniti                        | 6 567   | 1,56  | –     |
| Movimento dei Cittadini Liberi           | 5 157   | 1,22  | –     |
| Democrazia Europea                       | 1 844   | 0,44  | –     |
| Movimento Politico dei Cacciatori        | 1 112   | 0,26  | –     |
| Movimento Socialista Popolare            | 981     | 0,23  | –     |
| Candidati individuali                    | 1 204   | 0,29  | –     |
| Totale                                   | 421 087 | 100   | 56    |